# Hermilio Hernández
Hermilio Hernández López (Autlán de Navarro, Jalisco, México), 2 de febrero de 1931, (Guadalajara, Jalisco, México), 4 de abril de 2008.
Considerado uno de los compositores de México más importantes de la segunda mitad del siglo XX, cuyo lenguaje musical recorre los estilos neorromántico, neoclásico, neoimpresionista y el serialismo dodecafónico. Desarrolló su labor docente en la Escuela Superior Diocesana de Música Sagrada de Guadalajara y en la Escuela de Música de la Universidad de Guadalajara.
Fue organista de la Catedral Metropolitana de Guadalajara por más de cuatro décadas (1961–2006).

## Trayectoria
Hijo de Don Eufrosino Hernández Campos (organista del templo parroquial de Autlán) y María de Jesús López Cueva. 
De joven se trasladó a Guadalajara e ingresó a la Escuela Superior Diocesana de Música Sagrada de Guadalajara, donde obtuvo las licenciaturas en órgano y composición. Allí fue discípulo del Pbro. Manuel de Jesús Aréchiga en las materias de piano y órgano, de José S. Valadez en Canto Gregoriano y de Domingo Lobato en composición. En 1943 compuso su primera obra.
Entre 1949 y 1956 actuó como pianista recitalista y miembro de conjuntos de cámara. Durante varios años se presentó a dúo con el violinista y también compositor Manuel Enríquez (1926-1994) y estrenó varias obras de éste. Recién graduado, en 1956 recibió una beca para continuar su formación en el Instituto Pontificio de Roma, en el cual cursó los magisterios en órgano y composición, y la licenciatura en canto gregoriano. Allí fue alumno de Domenico Bartolucci, Baratta y Vignanelli.
Participó por tres años consecutivos en los cursos de verano de la Accademia Chigiana de Siena, bajo la dirección de los maestros Vito Frazzi (composición) y Fernando Germani (órgano). Allí estrenó su Sonata para orquesta de cámara y sus cuatro canciones con textos de San Juan de la Cruz. Durante 1960 estudió improvisación al órgano en el Instituto Gregoriano de París, bajo la guía de Edouard Soubervielle. De regreso en Guadalajara, fue nombrado profesor en la Escuela Superior Diocesana de Música Sacra y en la Escuela de Música de la Universidad de Guadalajara.
En este último plantel impartió las cátedras de armonía, contrapunto y forma musical durante más de veinte años, hasta su jubilación. Asimismo, fue director académico de esa escuela de 1974 a 1977. En sustitución del Padre Aréchiga, fue designado organista titular de la catedral de Guadalajara, donde ha encabezado festivales internacionales de órgano y ha dado a conocer obras suyas y de otros compositores mexicanos. Desde 1996 ha dirigido el Taller de Creación Musical del Municipio de Zapopan. En 1958 le fue otorgado el Premio Jalisco por parte del gobierno de este Estado, y en 1992 y 93 obtuvo la beca del programa para creadores con trayectoria, del Fondo Nacional para la Cultura y las Artes de México. En 1993 recibió un homenaje por parte del municipio de Autlán, que lo nombró “Hijo Distinguido” y bautizó con su nombre al auditorio municipal.

## Discografía
En la discografía con su obra se encuentra su Concierto para piano y orquesta grabado en 1989 por la Orquesta Filarmónica de Jalisco (Dir. Manuel Jorge de Elías), y su Sonata para violín y piano, grabada en 1997 por Sava Latsanich y Patricia García Torres. En 2005  es la primera ocasión en que se graba, en un proyecto integral, su obra para piano, gracias a la iniciativa del maestro Joel N. Juan Qui. Así mismo está la grabación histórica del destacado flautista Gildardo Mojica, tocando las piezas para flauta y piano. En la misma grabación se puede encontrar la sonata para oboe y piano, tocadas por el oboista Domingo Damián Ramírez Espinoza, acompañados ambos por la pianista Gabriela Flores Peredo.

## La obra para piano de Hermilio Hernández
En primer lugar, resulta inevitable distinguir al compositor en la culminación de un largo y complicado proceso de perfeccionamiento técnico y refinamiento poético, acumulado en Jalisco durante los siglos XIX y XX. Las constantes con las mismas que pueden apreciarse en las venas de la historia social de esa región: la fe religiosa (específicamente católica), la identidad con la tradición hispánica y el conservadurismo de las estructuras, frente a las fuerzas de lo nuevo, desde le charme francais de la era porfiriana, hasta el progreso estructuralista tomado del molde norteamericano, transitando por sentimientos contradictorios en el reconocimiento de su pasado indígena de indestructible presencia.
Aún pudiera ironizarse que, en un bucle de ese remolino, Hermilio Hernández ya existió (como cada uno y todos los hombres), y que esa existencia previa ocurrió sin la plenitud del ahora, y que ese hombre fue Benigno de la Torre (1856-1912). Una explicación para tan increíble trama urge por sí sola: De la Torre llega de un lugar cercano a Guadalajara, donde es discípulo del organista titular de la catedral, quien le transmite la gramática estricta del canto gregoriano y la liturgia y las antiguas fórmulas modales. Su maestro logra enviarlo a Francia para completar los estudios. A su regreso, el joven Benigno se consagra a la composición, el concertismo y la enseñanza impartida en una academia musical fundada por él mismo. Poco después De la Torre muere en circunstancias penosas, dejando inconclusa su tarea creativa y pedagógica. La identificación puede concluirse con un detalle fisiopsicológico: una fotografía de De la Torre fechada en 1912, reproduce un rostro asombrosamente parecido al de Hermilio Hernández en la edad equivalente y en su carácter típico. El pelo cano prematuro, el mentón corto y rígido, la boca severa, la mirada punzante, la circunspección diaconal. Cabe decir que el maestro Hernández irá a tocar, innumerables horas, las teclas del mismo órgano Merklin que tocaba De la Torre en la Catedral de Guadalajara, y que también aquel enseñará durante muchos años en la escuela creada por éste, si bien en distintos escenarios.
Hermilio Hernández utiliza tempi clásicos, dándoles siempre una interpretación atenuada y aun neutralizante. El moderato es un lento, el andantino un casi lento y el allegro un moderato. Cuestión que aquí el intérprete ha detectado con agudeza y ha sabido comprender, gracias a la supervisión directa del compositor (sería imposible tener una mejor versión, en este sentido).
Es posible que el sitio de la obra musical de Hermilio Hernández ocupe un espacio de mayor influencia en la música de México. También es deseable que poco a poco pueda reconocerse la labor de minuciosidad extrema con que el compositor ha creado una obra propia incorporada a una emergencia colectiva, a una obra mayor que se irá descubriendo en apreciaciones ulteriores.